# ATP4B
ATP4B (англ. ATPase H+/K+ transporting beta subunit) – білок, який кодується однойменним геном, розташованим у людей на 13-й хромосомі. Довжина поліпептидного ланцюга білка становить 291 амінокислот, а молекулярна маса — 33 367.
| 10         |  | 20         |  | 30         |  | 40         |  | 50         |
| ---------- |  | ---------- |  | ---------- |  | ---------- |  | ---------- |
| MAALQEKKTC |  | GQRMEEFQRY |  | CWNPDTGQML |  | GRTLSRWVWI |  | SLYYVAFYVV |
| MTGLFALCLY |  | VLMQTVDPYT |  | PDYQDQLRSP |  | GVTLRPDVYG |  | EKGLEIVYNV |
| SDNRTWADLT |  | QTLHAFLAGY |  | SPAAQEDSIN |  | CTSEQYFFQE |  | SFRAPNHTKF |
| SCKFTADMLQ |  | NCSGLADPNF |  | GFEEGKPCFI |  | IKMNRIVKFL |  | PSNGSAPRVD |
| CAFLDQPREL |  | GQPLQVKYYP |  | PNGTFSLHYF |  | PYYGKKAQPH |  | YSNPLVAAKL |
| LNIPRNAEVA |  | IVCKVMAEHV |  | TFNNPHDPYE |  | GKVEFKLKIE |  | K          |

A: Аланін

C: Цистеїн

D: Аспарагінова кислота

E: Глутамінова кислота

F: Фенілаланін

G: Гліцин

H: Гістидин

I: Ізолейцин

K: Лізин

L: Лейцин

M: Метіонін

N: Аспарагін

P: Пролін

Q: Глутамін

R: Аргінін

S: Серин

T: Треонін

V: Валін

W: Триптофан

Задіяний у таких біологічних процесах, як клітинна адгезія, транспорт іонів, транспорт, транспорт протонів, транспорт калію. 
Білок має сайт для зв'язування з калію. 
Локалізований у клітинній мембрані, мембрані.